# 다케다 미호
다케다 미호(일본어: 武田 美保, 1976년 9월 13일~)는 일본의 아티스틱스위밍 선수 출신 지도자, 관료이다. 2000년 하계 올림픽 싱크로나이즈 듀엣, 단체 부문,  2004년 하계 올림픽 싱크로나이즈 듀엣, 단체 부문에서 은메달을 획득했다. 일본 중의원 의원이며 2011년부터 2021년까지 미에현 지사를 역임했던 스즈키 에이케이의 아내이다.

## 생애
1976년 일본 교토부 교토시에서 태어나 7살에 아티스틱스위밍을 시작했다. 13살에 일본 싱크로나이즈드스위밍 청소년 국가대표로 발탁되었고 중학교를 다닐 때 듀엣 동료 다치바나 미야와 함께 이무라 마사요가 설립한 이무라 싱크로나이즈드 클럽(일본어: 井村シンクロクラブ)에 입회했다. 1995년 3월 시텐노우지고등학교를 졸업했고 4월 리쓰메이칸 대학 산업사회학부(일본어: 産業社会学部)에 입학했다.
대학교 2학년을 다니고 있을 때 일본 싱크로나이즈드스위밍 국가대표팀에 발탁되어 1996년 하계 올림픽에 참가했고 싱크로나이즈 단체 종목에서 동메달을 획득했다. 1999년 3월 리쓰메이칸 대학을 졸업했고 2000년 하계 올림픽 싱크로나이즈 듀엣에서 다치바나와 함께 은메달을, 단체 종목에서 은메달을 획득했다. 1년 뒤 후쿠오카시에서 열린 2001년 세계 수영 선수권 대회 싱크로나이즈드스위밍 듀엣 종목에서 다치바나와 함께 금메달을 획득하며 싱크로나이즈드스위밍 단체 종목에서 처음으로 금메달을 획득한 일본인 선수가 되었다.
2004년 하계 올림픽 싱크로나이즈에 출전했고 듀엣, 단체 종목에서 각각 은메달을 획득하며 다치바나와 함께 2004년 기준으로 하계 올림픽에서 가장 많은 메달을 획득한 일본인 여자 선수가 되었다. 올림픽 이후 선수 경력을 마감하고 방송인 경력을 시작했으며 미국으로 단기유학을 가 네바다주 주립 대학교에서 필라테스 강사 자격증을 획득했다.
2007년 9월 20일 일본 경제산업성 관료로 일하던 스즈키 에이케이와 결혼했고 남편이 제45회 일본 중의원 의원 총선거에서 미에현 제2구에 자유민주당 소속 후보로 출마할 수 있도록 도쿄에서 미에현으로 이사했다. 그녀는 2008년 3월 기존의 소속사를 떠나 빅 벤 주식회사(일본어: 株式会社ビッグベン)와 계약했고 이후 일본 스포츠 마케팅(일본어: ジャパンスポーツマーケティング)으로 소속을 옮겼다.
남편이 총선에서 낙선한 후에도 미에현에 계속 거주하며 미에현에 있는 아티스틱스위밍 클럽에서 지도자로 활동했고 2011년 10월 1일 미에 대학 사회협력연구센터의 특임교수로 부임했다. 2012년 6월 4일 첫 아들이 태어났고 2013년 1월 제2차 아베 신조 내각에서 교육재생실행회의의 전문위원으로 취임했으며 6월에는 내각부 정부세제조사회 위원이 되었다.
다케다는 2020년 하계 올림픽 당시 2020년 하계 올림픽 성화 봉송 위원회 위원으로 활동하며 성화 릴레이 경로를 선정 및 검토했고 미에현 쓰시에서 성화 봉송자로 참가했다. 남편 스즈키는 미에현 욧카이치시에서 열린 성화 봉송 출발 기념식에 참석해 주자 세코 도시히코에게 성화를 점화했다.